# SFM 101–106
Die SFM 101–106 waren Schnellzuglokomotiven der Strade Ferrate Meridionali (SFM).

## Geschichte
Die sechs zweifach gekuppelten Lokomotiven wurden 1863 von Brassey, Canada Works in Birkenhead geliefert.
Sie waren dafür gedacht, den Fahrzeugpark der Strada Ferrata di Cavaliere Bayard zu verjüngen, die 1862 in der SFM aufgegangen war.
Bei der SFM erhielten sie die Betriebsnummern 101–106.
1885 kamen die Maschinen zur Rete Mediterranea (RM), die sie als 2421–2426 bezeichnete.
Die italienischen Staatsbahnen (FS) reihten sie 1905 1101–5 in ihre Reihe 110 (Erstbesetzung) ein, musterte sie aber bald aus.